# San Vero Milis
San Vero Milis est une commune italienne de la province d'Oristano, dans la région Sardaigne.

## Administration
| Période                                  | Période | Identité | Étiquette | Qualité |
| ---------------------------------------- | ------- | -------- | --------- | ------- |
|                                          |         |          |           |         |
| Les données manquantes sont à compléter. |         |          |           |         |

### Communes limitrophes
Baratili San Pietro, Milis, Narbolia, Riola Sardo, Seneghe, Tramatza, Zeddiani.

### Îles
Île Sa Mesalonga.